# Costa Verde
La Costa Verde è un litorale della Sardegna occidentale affacciato sul Mar di Sardegna e situato a sud del golfo di Oristano. Si estende per 47 km tra Capo Frasca, a nord, e Capo Pecora a sud.
Il toponimo fu inizialmente il nome commerciale del primo insediamento specificamente turistico costruito a metà del XX secolo, nella zona di Portu Maga, ma al giorno d'oggi per estensione si intende tutta la costa appartenente al comune di Arbus.

## Storia
L'area costiera fu abitata dall'essere umano fin dai tempi della Preistoria. Infatti, in località S'Omu e s'Orku vennero ritrovati due scheletri umani, battezzati dai ricercatori Beniamino e Amanda, i quali, in base alla datazione con Carbonio-14 eseguita nei laboratori dell'Università dell'Arizona, risalirebbero a circa 8 500 anni fa, durante il periodo Neolitico. Nel 2011 poi in località Su Pistoccu venne rinvenuto il più antico scheletro umano completo sardo, ribattezzato Amsicora, che visse in un'epoca ancora più remota, ossia durante il periodo di transizione tra il Neolitico e il Mesolitico, 10 000-8 200 anni fa circa. In zona Funtanazza poi vennero ritrovate diversi derivati dell'ossidiana e resti umani di antiche comunità lì stanziatesi. La zona fu presidiata anche nel Medioevo: poco più all'interno della costa è presente il Monte Arcuentu, e nelle prossimità del quale c'è il Castello di Arcuentu, fortezza e arsenale del periodo giudicale appartenente al Giudicato di Arborea, oltre a torri d'avvistamento sulla costa dell'era spagnola, come ad esempio la Torre di Flumentorgiu nella frazione di Torre dei Corsari.
Alla fine dell'Ottocento crebbe l'attività mineraria per l'estrazione di zinco, piombo e argento: essa ebbe come fulcro i centri di Montevecchio, più all'interno rispetto al mare, e Ingurtosu, vicino alla costa. Da quest'ultima infatti fu costruita pure una piccola ferrovia per il trasporto del materiale estratto fino alla costa, alle Dune di Piscinas, dove poi veniva imbarcato. Seppur a miniere chiuse, tuttora il Rio Piscinas sversa continuamente in mare metalli pesanti che danno al fiume stesso la scenografica seppur pericolosa colorazione rossa.
Più o meno contestualmente col declino dell'industria mineraria, nacque il fenomeno turistico in varie zone della Sardegna, Arburese compreso. Sempre più imprenditori andarono alla ricerca di terreni inabitati per lo sviluppo turistico nell'Isola: nel 1962 il principe Karim Aga Khan IV nella zona di Monti di Mola, in Gallura creò la Costa Smeralda, e analogamente un anno dopo iniziarono operazioni simili nell'Arburese, seppur orientate ad una clientela non di lusso. La Domenica del Corriere, nel 1963 annunciava tale notizia in questo modo:
(Edgarda Ferri, La Domenica del Corriere, 1963)
Giuseppe Tanca era infatti un imprenditore milanese che si avventurò in questa impresa: definito l’Aga Khan italiano nello stesso articolo, acquistò dei terreni nella zona di Portu Maga, tra Piscinas e Campu Sali avviando la costruzione delle prime villette e dei primi sottoservizi, all'epoca assenti. Tuttavia, a differenza che in Gallura, il progetto si arenò anche per la mancanza dei fondi promessi da Tanca e da allora il litorale rimase pressoché inalterato e poco urbanizzato. Ciononostante, per estensione, quel toponimo Costa Verde rimase ed è tuttora utilizzato per indicare tutto il tratto di costa appartenente al Comune di Arbus.

## Geografia

### Flora e fauna
Il nome Costa Verde fu scelto per via della fitta vegetazione tipica della macchia mediterranea presente nell'area del primo insediamento turistico, ricca di lentisco, ginestra, corbezzolo e ginepro. Per la fauna è tipica la presenza del cervo sardo e anche la deposizione nella zona di Piscinas delle uova da parte della tartaruga caretta caretta.

### Geografia antropica
Le principali località della costa sono, da nord a sud:
- Capo Frasca
- Pistis
- Torre dei Corsari
- Porto Palma (Tunaria)
- Babari
- Funtanazza
- Gutturu 'e Flumini (Marina di Arbus)
- Portu Maga
- Piscinas
- Scivu
- Capo Pecora

La parte del promontorio di Capo Frasca è inaccessibile al pubblico a causa della presenza del Poligono dell'Aeronautica Militare. Le calette S'Enna e s'Arca e Punta s'Aschivoni sono accessibili parzialmente solo d'estate. Più a sud c'è la spiaggia di Pistis e la frazione di Torre dei Corsari, questa discretamente urbanizzata e ricca di seconde case, bed and breakfast e servizi generici per il pubblico. Poco più a sud, a Tunaria, è presente un porticciolo per piccole barche e gommoni. Nella parte centrale della costa, chiamata Marina di Arbus, sono presenti le località di Funtanazza, famosa per una colonia marina, ora un rudere, costruita nel XX secolo dalle compagnie minerarie che vi operavano e che mandavano lì in vacanza i propri dipendenti, Gutturu 'e Flumini che come Torre dei Corsari è ricca di case vacanza e Portu Maga, località che attualmente comprende solo il condominio della lottizzazione Costa Verde e che negli anni novanta ospitò un villaggio Valtur, ora chiuso definitivamente. Infine nella parte meridionale sono presenti le dune di Piscinas e la spiaggia di Scivu, meno urbanizzate e protette, essendo Oasi WWF. Grazie al suo ambiente naturale e poco urbanizzato, dal 2018 un tratto di 800 metri a Piscinas è diventata la spiaggia naturista più grande in Europa, ridotta a 400 m nel 2020 al fine di favorire il distanziamento sociale nella restante sparte di spiaggia libera. Altre calette sono presenti lungo i chilometri di litorale ma sono difficilmente accessibili con veicoli tradizionali e a volte anche a piedi.